# الكويكب 312707
الكويكب  312707، التعين المؤقت له  الكويكب  2010PV25. 
هو كويكب من كويكبات طروادة ينتمي إلى كويكبات معسكر الإغريق، اكتشف في سنة 2010.
كباقي كويكبات معسكر الإغريق، يقع مداره في النقطة L4 من نقاط لاغرانج وفق نظام الشمس - المشتري. يبلغ القدر المطلق لهذا الكويكب 12.6 ونصف المحور الرئيسي لمداره 5.204 وحدة فلكية. وقد تم رصده 6 مرة حتى شباط/فبراير 2013. الإشارة المرجعية له وفق الملحق الدوري لمدارات الكويكبات هي MPO251910‏